# Spinnaker Tower

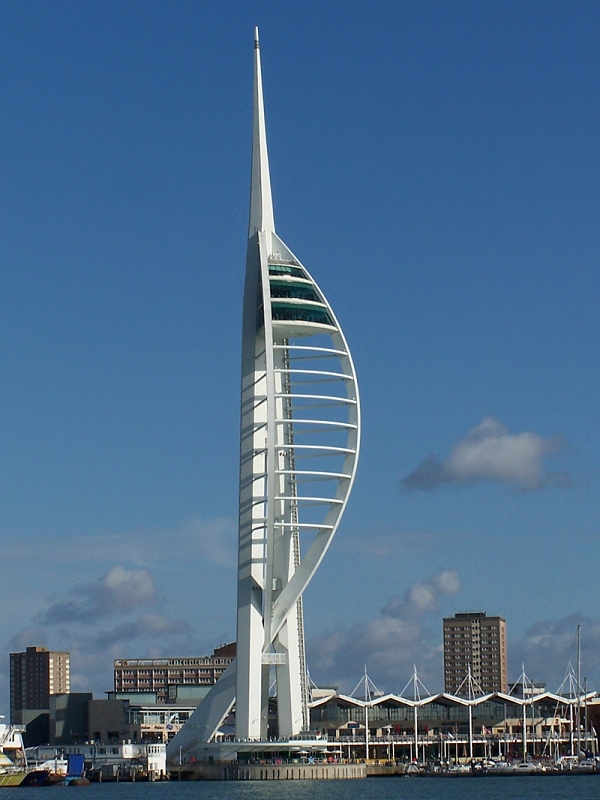
Spinnaker Tower

Der Spinnaker Tower ist ein 170 m hoher Aussichtsturm in Portsmouth, England. Er verdankt seinen Namen seiner an einen Spinnaker angelehnten Form, die an die maritime Tradition von Portsmouth erinnern soll.

## Lage und Bau
Der Turm ist das Herzstück eines 130 Mio. Euro teuren Umgestaltungsprogramms in Gunwharf Quays, einem Teil des Hafens von Portsmouth, das 1995 begann. Eigentlich sollte der Turm bereits zur Jahrtausendwende fertiggestellt sein; da man sich anfangs aber nicht auf einen Entwurf einigen konnte, verzögerte sich der Baubeginn bis 2001. Kritiker hielten das Design für zu gewagt und forderten einen traditionelleren Entwurf. Aufgrund der Verzögerung wurde der Turm dann auch von Millennium Tower in Spinnaker Tower umbenannt.
Der Spinnaker Tower wurde von dem britischen Design-Büro Scott Wilson entworfen und ist inzwischen mit mehreren Architekturpreisen ausgezeichnet worden. Er verfügt über drei übereinander liegende Aussichtsplattformen in 100 m, 105 m und 110 m Höhe. Der Zugang zu den Plattformen erfolgt entweder über einen im Turm befindlichen Aufzug oder einen gläsernen Außenaufzug. Der Besucher hat von den Plattformen aus einen 320°-Blick über den Hafen von Portsmouth und die umliegende Gegend bis hin zur Isle of Wight. Der Spinnaker Tower ist das höchste begehbare Bauwerk des Vereinigten Königreichs außerhalb Londons. Er ist bereits aus großer Entfernung sichtbar und soll in Zukunft als neues Wahrzeichen der Stadt noch mehr Touristen nach Portsmouth locken. Als eine weitere Attraktion sind in die unterste Ebene der Aussichtsplattformen mehrere begehbare Glasscheiben eingebaut, die auf einer Höhe von ca. 100 m liegen.
Obwohl die offizielle Eröffnung am 27. Juni 2005 im Rahmen der Feierlichkeiten zum 200. Jahrestag der Schlacht von Trafalgar stattfand, ist der Turm der Öffentlichkeit erst seit dem 18. Oktober 2005 zugänglich.
Der Turm steht in einem Factory-Outlet-Center. In unmittelbarer Nähe liegt die HMS Warrior.